# The Lottery Winners

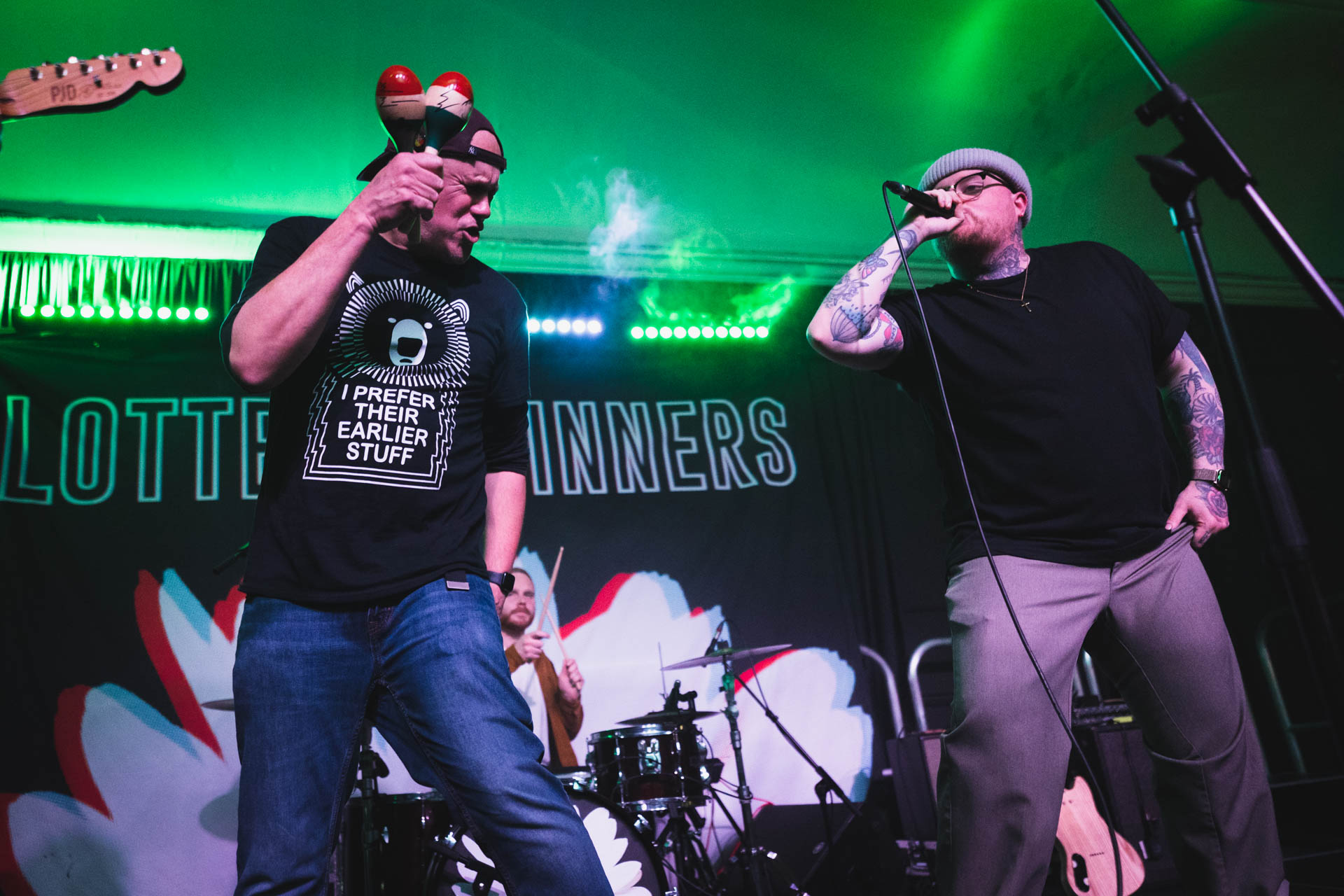
The Lottery Winners (2023)

Die Lottery Winners sind eine britische Indie-Rock-Band aus Leigh bei Manchester.

## Bandgeschichte
Thom Rylance und Rob Lally, beide Sänger und Gitarristen, kannten sich von der Bedford High School in Leigh, einer Kleinstadt nahe Manchester. Sie schlossen sich um 2008 zusammen und mit Bassistin Katie Lloyd und später Schlagzeuger Joe Singleton bildeten sie die Lottery Winners. Sie begannen mit Online-Veröffentlichungen, aber es dauerte einige Jahre, bis die Karriere ins Laufen kam. Ihre erste Single Elizabeth und eine EP mit dem Titel Somebody Loved You veröffentlichten sie 2013. Es folgten erste Festival-Auftritte und eine zweite EP. Nach einem Auftritt in Liverpool bekamen sie 2016 ein Angebot von Seymour Stein für einen Plattenvertrag. Man wurde sich aber nicht einig über eine Albumveröffentlichung und so brachten The Lottery Winners zwei Jahre später die Single That’s Not Entertainment bei einem Indie-Label heraus.
Schließlich kamen sie 2019 beim Label Modern Sky U.K. unter. Auftrieb erhielten sie durch einen Auftritt beim Glastonbury Festival und eine Tour als Support-Act von Tom Jones. Es folgten weitere Singles und im Jahr darauf ihr Debütalbum The Lottery Winners, mit dem sie auf Anhieb in die britischen Charts einstiegen. Die COVID-19-Pandemie verhinderte aber die anschließende Tour. Stattdessen wurden sie im Internet aktiv, unter anderem führten sie die Onlineshow LWTV Live auf mit Gästen wie Rick Astley, Jamie Cullum und Julie Hesmondhalgh. Sky TV machte aus der Idee später eine Fernsehsendung. Dazu spielten The Lottery Winners Coverversionen von unterschiedlichsten Interpreten wie den Smiths, Dolly Parton, Vera Lynn und Rick Astley. 2020 veröffentlichten sie ein zweites Album mit diesen Coversongs: die Sounds of Isolation kamen ebenfalls in die Charts.
Anfang 2021 hatten sie einen besonderen Erfolg, als sie das Lied Rockstar von Nickelback im Stil des Shantys Wellerman – zu der Zeit ein großer Hit für Nathan Evans – online veröffentlichten. Die Kanadier erfuhren davon und nahmen gemeinsam mit den Lottery Winners eine Version auf, die viral ging und millionenfach abgerufen wurde. Dazu veröffentlichten The Lottery Winners auch reguläre Singles mit anderen Interpreten wie Frank Turner, Sleeper und KT Tunstall. Später im Jahr erschien ihr drittes Album Something to Leave the House For, mit dem sie auf Platz 11 kamen.
Die Zusammenarbeit mit anderen Interpreten setzten sie auch in den folgenden Jahren fort und nahmen Money mit Shaun Ryder von den Happy Mondays und Let Me Down mit Boy George auf. Sie waren Vorabveröffentlichungen für das Album Anxiety Replacement Therapy. Es erschien im April 2023 und brachte die Band erstmals auf Platz 1. Weitere zwei Jahre später erschien das vierte Studioalbum Koko (abgekürzt für „Keep On Keeping On“) mit Chad Kroeger von Nickelback, Shed Seven und Reverend and the Makers als Gästen. Auch dieses Album erreichte im März 2025 die Spitze der Charts.
2025 treten sie als Support Act des britischen Entertainers Robbie Williams auf seiner Tour durch England und Europa auf und planen im Herbst 2025 ihre eigene Tournee.

## Mitglieder
- Thomas Jack Rylance, Sänger, Songwriter, Gitarrist
- Robert Lally, Sänger, Gitarrist
- Katie Lloyd, Sängerin, Bass
- Joe Singleton, Schlagzeug

## Diskografie
Alben

| Jahr | Titel                            | Höchstplatzierung, Gesamtwochen, AuszeichnungChartsChartplatzierungen (Jahr, Titel, Platzierungen, Wochen, Auszeichnungen, Anmerkungen) | Anmerkungen |
| Jahr | Titel                            | UK | Anmerkungen |
| ---- | -------------------------------- | --- | ----------- |
| 2020 | The Lottery Winners              | UK23 (1 Wo.)UK |             |
| 2020 | Sounds of Isolation              | UK61 (1 Wo.)UK | Coversongs  |
| 2021 | Something to Leave the House For | UK11 (1 Wo.)UK |             |
| 2023 | Anxiety Replacement Therapy      | UK1 (1 Wo.)UK |             |
| 2025 | Koko                             | UK1 (… Wo.)UK |             |

EPs
- Somebody Loved You (2013)
- The Meaning of Life (2016)
- Start Again (2021)

Lieder
- Pillows (2013)
- Elizabeth (2013)
- I Know (2015)
- Young Love (2016)
- That’s Not Entertainment (2018)
- Little Things (2019)
- 21 (2020)
- Love Will Keep Us Together (2020)
- Start Again (featuring Frank Turner, 2021)
- Rockstar Sea Shanty (mit Nickelback, 2021)
- Times Are Changing (2021)
- Dance with the Devil (featuring KT Tunstall, 2021)
- Love Yourself (2022)
- Money (featuring Shaun Ryder, 2023)
- Let Me Down (featuring Boy George, 2023)
- You Again (featuring Reverend and the Makers, 2024)
- Superpower (2024)
- Dirt and Gold (featuring Frank Turner, 2025)